# Rubus gressittii
Rubus gressittii är en rosväxtart som beskrevs av Franklin Post Metcalf. Rubus gressittii ingår i släktet rubusar, och familjen rosväxter. Inga underarter finns listade i Catalogue of Life.